# Usina Hidrelétrica de Volta Grande
A Usina Hidrelétrica de Volta Grande está localizada na divisa de Minas Gerais com o estado de São Paulo, no município de Conceição das Alagoas.

## Características
Localizada no Rio Grande, tem capacidade de geração de 380 MW, a partir de um desnível máximo de 26,6 m.
Seu reservatório alaga uma área máxima de 222 Km2. É considerada uma usina hidrelétrica a fio d'água.